# Kemuteran
Kemuteran is een bestuurslaag in het regentschap Gresik van de provincie Oost-Java, Indonesië. Kemuteran telt 1619 inwoners (volkstelling 2010).